# 960
Évszázadok: 9. század – 10. század – 11. század
Évtizedek: 910-es évek – 920-as évek – 930-as évek – 940-es évek – 950-es évek – 960-as évek – 970-es évek – 980-as évek – 990-es évek – 1000-es évek – 1010-es évek
Évek: 955 – 956 – 957 – 958 –  959 – 960 – 961 – 962 – 963 – 964 – 965

## Események

### Bizánci Birodalom
- II. Rómanosz császár León Phókaszt nevezi ki a nyugati seregek parancsnokává (domesztikosz). Miután bátyja, Niképhorosz a keleti seregek vezetője, a Phókasz fivérek kezében van a teljes bizánci haderő.
- Niképhorosz Phókasz hatalmas sereget gyűjt össze (308 hajó, 27 ezer tengerész, 50 ezer katona), hogy többszöri próbálkozás után visszafoglalják Krétát az araboktól. Ostrom alá veszi a legnagyobb várost, Khandaxot, amit bár nem tud rohammal elfoglalni, de ostromzár alatt tartja.
- Szajf al-Daula aleppói emír kihasználja a bizánci erők krétai lekötöttségét és nagy lovassereggel betör Kappadókiába, ahol egészen Kharszianonig fosztogat. Visszatérőben azonban León Phókasz az Andrasszosz-szorosban meglepi és szinte egész seregét lemészárolja. Az emír alig tud megmenekülni és 300 lovassal tér vissza Aleppóba. A későbbiekben kénytelen felhagyni a határ menti portyázásokkal.
- II. Rómanosz császár társuralkodóvá koronázza két éves fiát, Baszileioszt.

### Európa
- II. Berengár itáliai király fia, Adalbert tovább támadja a pápa területeit, már Rómát veszélyezteti.
- Lothár nyugati frank király elismeri Capet Hugót a frankok hercegének (a címet Hugó apja, Nagy Hugó viselte és halála után fia nem kapta meg automatikusan). I. Richárd normandiai herceg feleségül veszi Capet Hugó húgát, Emmát.
- A korábban elűzött I. Sancho leóni király muszlim és navarrai segítséggel legyőzi a bitorló IV. Ordoñót és visszaszerzi trónját.
- Meghal Siemomysł, a szláv polán törzs fejedelme. Utóda fia, I. Mieszko, aki megalapítja majd a lengyel államot.
- Egy szerb legenda szerint a magyarok Kisa vezetésével megtámadják a szerbeket. Az idős Časlav szerb fejedelem Tihomirt bízza meg a védekezéssel, aki nagy győzelmet arat a magyarok fölött és megöli a vezérüket. Kisa özvegye bosszút esküszik, nagy sereggel visszatér, elfogja Časlavot éf férfirokonaival együtt a Szávába fojtja őket. Az új szerb fejedelem Tihomir, aki feleségül veszi Časlav lányát.
- Kékfogú Harald dán király megkeresztelkedik (hozzávetőleges dátum).

### Kína
- A Kései Csou-dinasztia hadvezére, Csao Kuang-jin lemondatja a hét éves Csao Cung-hszün császárt és megalapítja a Szung-dinasztiát.

### Afrika
- A Gudit királynő vezette etiópiai zsidók (Beta Iszrael) lerohanják és elpusztítják az Akszúmi Királyságot (hozzávetőleges dátum).

## Születések
- Abu Naszr Manszúr, perzsa matematikus
- II. Arnulf, flandriai gróf
- III. Bagrat, grúz király
- Hildesheimi Szent Bernward, szász püspök
- Fan Kuan, kínai festő
- Gerson ben Júda, zsidó teológus
- Hildesheimi Szent Gotthárd, német püspök
- VIII. Kónsztantinosz, bizánci császár
- Rognyeda, Vlagyimir kijevi nagyfejedelem felesége
- Saraf ad-Daula, perzsa és iraki emír

## Halálozások
- Adèle de Vermandois, I. Arnulf flandriai gróf felesége
- Časlav, szerb fejedelem
- Siemomysł, polán fejedelem

## Fordítás
- Ez a szócikk részben vagy egészben  a(z)   960 című angol Wikipédia-szócikk ezen változatának fordításán alapul.  Az eredeti cikk szerkesztőit annak laptörténete sorolja fel. Ez a jelzés csupán a megfogalmazás eredetét és a szerzői jogokat jelzi, nem szolgál a cikkben szereplő információk forrásmegjelöléseként.